# Jean Cau (roer)
Jeanbaptiste Albert Joseph "Jean" Cau (født 22. marts 1874, død 1921) var en fransk roer og olympisk guldvinder, født i Tourcoing.
Cau deltog i en Roubaix-båd sammen med Henri Bouckaert, Henri Hazebrouck, Émile Delchambre og styrmanden Charlot i firer med styrmand ved OL 1900 i Paris. I en af de mest kaotiske konkurrencer i OL-rohistorien blev ti både fra fire nationer, og Roubaix-båden blev nummer to i sit indledende heat efter en tysk båd. Oprindeligt skulle de tre heatvindere samt toeren i tredje heat (hvor fire både deltog) ro finalen, men da alle både i heat to og tre var hurtigere end vinderne af heat ét, forsøgte arrangørerne at afvikle nye kvalifikationsheat. Det lykkedes ikke, og så besluttede man at lade heatvinderne samt de tre hurtigste af de øvrige deltage i finalen. Imidlertid var robanen ikke lavet til mere end fire både, og så protesterede de tre vindere. Der blev så afviklet en finale med tre af de både, der ikke vandt deres indledende heat, og her vandt Roubaix-båden foran en anden fransk båd og en tysk båd. Dette var ikke rigtig tilfredsstillende, og så blev der planlagt en ny finale mellem de tre oprindelige heatvindere samt vinderen af den første finale. Dette fandt Roubaix-roerne urimeligt og stillede derfor ikke op. I eftertiden er begge de to finaler blevet regnet for gyldige.

## OL-medaljer
- 1900:  Guld i firer med styrmand